# Edgar Cayce
Edgar Cayce, „Śpiący Prorok” (ur. 18 marca 1877 na farmie w Hopkinsville w Kentucky; zm. 3 stycznia 1945 w Virginia Beach w Wirginii) – amerykański mistyk, który twierdził, że posiadał zdolności jasnowidza i uzdrowiciela duchowego.

## Życiorys
Urodził się w 1877 roku. W wieku 20 lat nagle utracił głos. Lekarze bezskutecznie starali się mu pomóc. Jego przyjaciel, początkujący lekarz Al Layne wprowadził Cayce'a w seans hipnotyczny, podczas którego miał on sam znaleźć receptę na swoje dolegliwości. Dzięki temu całkowicie odzyskał mowę. Po namowach doktora Wesleya H. Ketchuma Cayce zaczął regularnie poddawać się hipnozie, w trakcie której miał wydawać polecenia jak pomóc danemu pacjentowi. Od tej metody zaczął być nazywany śpiącym prorokiem. Pacjenci byli dla niego anonimowi, podawano mu jedynie nazwisko i aktualne miejsce przebywania danej osoby. Mimo że Cayce nie był wykształconym człowiekiem, wkrótce zaczął wydawać tzw. readings (odczyty), w których były opisane fachowym językiem różne dolegliwości i sposoby jak sobie z nimi radzić. Powstało ich około 30 tys.

## Kariera jasnowidza
Edgar Cayce przez swoich zwolenników był uznawany również za jasnowidza. Miał przepowiedzieć takie wydarzenia, jak topnienie lodowców, zmiany klimatyczne, trzęsienia ziemi, przechylenie się osi kuli ziemskiej i przesunięcie się biegunów, jak również wydarzeń politycznych - dotyczące np. Rosji w latach 1958–1998 albo zburzenia Nowego Jorku. W przeciwieństwie do wizji dotyczących przeszłości większość jego przepowiedni była niejasna i zaszyfrowana.
Ponieważ Cayce wierzył w reinkarnację, szereg jego szczegółowych opowiadań dotyczyło dawnych cywilizacji, takich jak Og, Lemuria, Atlantyda czy starożytny Egipt. Głosił, że Atlantyda była wysoko rozwiniętą i zaawansowaną technicznie cywilizacją, a on sam w poprzednim wcieleniu był atlantyckim kapłanem. Twierdził, że kompleks piramid w Gizie powstał 10 500 lat p.n.e. Utrzymywał także, że pod Wielkim Sfinksem znajduje się podziemna „Komnata Zapisków”, gdzie ukryta została tajemna wiedza Atlantów. W tzw. life readings wspominał m.in. o pierwszych wędrówkach ludzi w rejony Pirenejów (według niektórych interpretacji przypuszcza się, że miał na myśli dzisiejszych Basków, mieszkających między Francją a Hiszpanią i znacznie odróżniających się kulturowo i językowo od swoich sąsiadów), a także o imperium Inków i ludach tworzących cywilizację egipską.
Jego zwolennicy uważają, że wiele wizji, o których Cayce mówił podczas swoich seansów hipnotycznych, została potwierdzona przez współczesnych naukowców, jak np. to, że Nil miał płynąć w kierunku zachodnim i wpadać do Atlantyku.

## Wkład
W 1931 r. Edgar założył w Virginia Beach w USA fundację Edgar Cayce's Association for Research and Enlightenment, która opiekuje się obecnie jego spadkiem oraz prowadzi metody leczenia według wskazówek Cayce'a.